# Karin Johannsen-Bojsen
Karin Johannsen-Bojsen (25. juli 1936 i Flensborg) er en dansk forfatter fra Sydslesvig. 

## Biografi
Karin Johannsen-Bojsen blev student i 1954 fra Duborg-Skolen i Flensborg. Hun læste dansk, tysk, engelsk på forskellige universiteter. Hun er cand.mag. og dr.phil. og arbejdede som gymnasielærer på Duborg-Skolen fra 1966 til 2000.
Hun debuterede i 1980 med digtsamlingen Sindelag. 
Hun har været kulturpolitisk aktiv for det danske mindretal i Sydslesvig. 
I 1997 fik hun Grænseforeningens Kulturpris.
Karin Johannsen-Bojsen har gennem sit personlige virke samt gennem sit forfatterskab beskæftiget sig indgående med de kulturelle komplikationer i forbindelse med en opvækst i grænseområdet med den fremherskende splittelse mellem dansk og tysk kultur, sprog og uddannelse.
Hun er i øvrigt af den Johannsen-slægt, der har det sidste rigtige romhus, Johannsen Rum i Mariegade i Flensborg. Bojsen er hendes giftenavn.

## Eksterne links
- Karin Johannsen-Bojsen – Biografi fra Literatursiden.dk Arkiveret 10. oktober 2007 hos  Wayback Machine